# Сугушла (Бугульминский район)
Сугушла (тат. Сугышлы) — деревня в Бугульминском районе Татарстана, входит в состав Староисаковского сельского поселения.

## Географическое положение
Деревня расположена на правом склоне долины р. Бобровка (левый приток р. Дымка), на автомобильной дороге Казань — Оренбург, в 21 км к юго-востоку от г. Бугульма.

## История
Основана в 1927 г. переселенцами из д. Сугушла (ныне Лениногорский район). Со времени основания в составе Бугульминской волости Бугульминского кантона ТАССР. С 10.8.1930 г. в Бугульминском районе. Ныне входит в состав Староисаковского сельского поселения. В 1930 г. в деревне организована сельхозартель «Красногвардеец» (организатор и председатель Г. Г. Гафиятуллин), в 1951 г. вошла в состав колхоза им. Калинина (с. Старое Исаково). Жители работают преимущественно в ООО «Бугульминская продкорпорация», КФХ, занимаются полеводством, молочным скотоводством.

## Численность населения
| 1938 | 1949 | 1958 | 1970 | 1979 | 1989 | 2002 | 2010 | 2015       |
| ---- | ---- | ---- | ---- | ---- | ---- | ---- | ---- | ---------- |
| 228  | 225  | 154  | 152  | 146  | 118  | 103  | 114  | 103 татары |

## Известные люди
- Г. Г. Гафиатуллин (1913—1944) — сержант, участник ВОВ, герой Советского Союза, проживал в деревне с семьей с 1930-х годов.

## Социальная инфраструктура
В деревне действуют сельский клуб, мечеть «Фарит» (2010 г.). В 1963 г. открыт дом-музей Героя Советского Союза Г. Г. Гафиатуллина, (реконструирован, новое здание построено в 2005 г.). Перед музеем установлен бюст Г. Г. Гафиатуллина.
На территории деревни имеется обустроенный родник.